# Arne Merilai

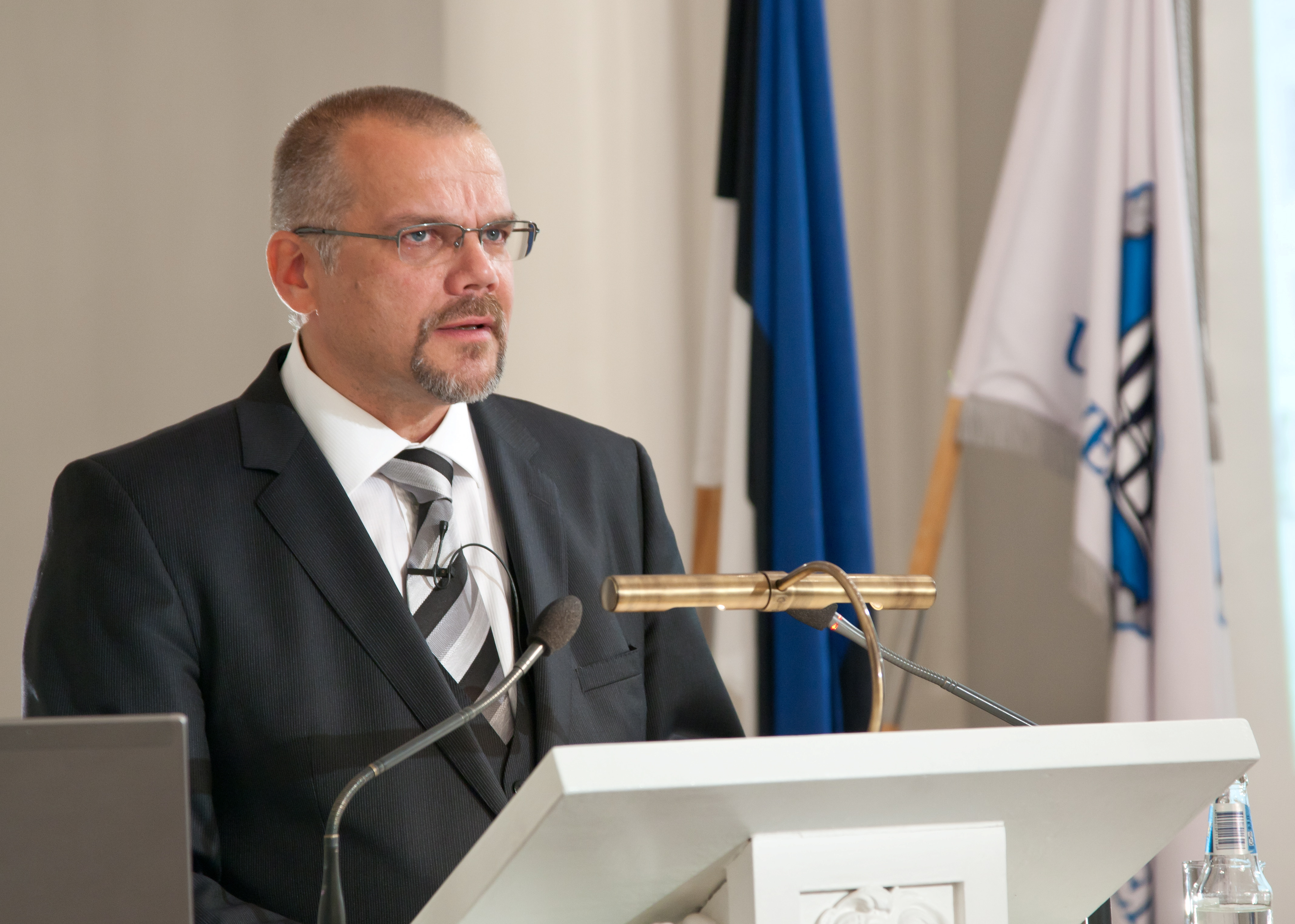
Arne Merilai

Arne Merilai (* 27. April 1961 in Kohtla-Järve) ist ein estnischer Literaturwissenschaftler und Schriftsteller.

## Leben
Merilai machte 1979 in Kehra Abitur und studierte danach an der Universität Tartu estnische Philologie. Nach seinem Abschluss 1984 arbeitete er ein Jahr als Lehrer an einem Tartuer Gymnasium, danach trat er eine Doktorandenstelle an der Universität Tartu an. Ab 1988 war er an verschiedenen Forschungseinrichtungen tätig, nach seiner Promotion 1990 lehrte er an der Universität Tartu. Das Studienjahr 2001–2002 verbrachte er als Fulbright-Stipendiat an der University of California, Berkeley. Anschließend war er Literaturdozent an der Universität Tartu, seit 2011 ist er dort Inhaber des Lehrstuhls für estnische Literatur.
Merilai ist seit 2001 Mitglied des Estnischen Schriftstellerverbandes.

## Wissenschaftliches Werk
In seiner wissenschaftlichen Forschung beschäftigt sich Merilai häufig mit psychoanalytischen Methoden und hat unter diesem Blickwinkel zahlreiche estnische Autoren betrachtet. Sein Schwerpunkt liegt dabei auf der Lyrik. Dabei hat er eine Theorie des künstlerischen Sprachgebrauchs entworfen, die er mit dem Begriff „Pragmapoetik“ bezeichnet. Dabei werden die aus der Philosophie, Literaturwissenschaft und Linguistik bekannten Konzepte der Pragmatik und der Poetik miteinander verwoben. Diese Theorie führte zu vielen Detailanalysen von der Dichtung einzelner Lyriker.

## Literarisches Werk
Merilai debütierte 1994 mit Gedichten und legte 1998 einen ersten Gedichtband vor, dem 2001 der nächste folgte. Charakteristisch für seine Lyrik sind die vielen Wortspiele, die schon mit dem Anagramm seines Namens im Titel der ersten Sammlung beginnt: Merlini aare ('Merlins Schatz'). Manch Kritiker rückte ihn damit in die Nähe zu Ilmar Laaban oder Artur Alliksaar, wie ein anderer Kritiker bekräftigte. Ihm zufolge erscheine Merilai „wie ein in einem stadtnahen Wald umherstreifender Ökologe. Dieser Wald besteht aber nicht aus Bäumen, Sträuchern, Moosen, Pilzen usw., sondern aus Spracherscheinungen, die verschiedenen Stilen folgen.“ Als Orientierungspunkte dienen dem Dichter dabei „die estnische Volksdichtung und Artur Alliksaar“.
Auf großen Widerhall stieß sein bisher einziger Roman, Tyrann Ödipus, der mit vielen postmodernen Elementen aufwartet und von lexikalisch Erfindungsreichtum gekennzeichnet ist. Der erste Satz einer Rezension ist dabei schon vielsagend: „Tyrann Ödipus führt uns in der unwahrscheinlichen, aber erfrischenden und unaufhaltsamen Gesellschaft einer Feministin, eines Psychoanalytiker, eines Trotskisten und eines Kunsthistorikers und unter der orgastisch-militärischen (ein Ausdruck von Marina Grišakova) Beobachtung der italienischen Faschisten zu einem Symposium, das 1938 in einer düsteren Krypta des Schlosses Bertinoro stattgefunden hat, wo eine Mumie von König Ödipus, die kürzlich ausgegraben worden war und von tausend Jahre alten Pilzkulturen bewohnt wurde, weswegen sie auf einem gewissen Niveau noch lebendig war und durch eine für den entsprechenden Fall angefertigte technologische Apparatur auch stellenweise kommunizieren konnte.“ Ein anderer Kritiker fand den Roman einerseits zwar ermüdend, sah andererseits aber Parallelen zu Umberto Eco und bewunderte das „Feuerwerk an sprachlichen Wortspielen, Zitaten und Assoziationen.“

## Auszeichnungen
- 2004 Artikelpreis des Estnischen Kulturkapitals

## Bibliografie

### Wissenschaftliches Werk
- Marie Underi “Õnnevarjutus”. Siseruumist arhitektuuriini I, II, in: Vikerkaar 7/1989, S. 51–54; 8/1989, S. 33–44.
- Eesti ballaad 1900–1940. Tartu: Tartu Ülikool 1991.
- Emaleppi allikmäelt. Bernard Kangro kogutud luuletuste puhul, in: Keel ja Kirjandus 9/1991, S. 513–522.
- Ropp ja harras Ivar Grünthal, in: Keel ja Kirjandus 4/1993, S. 193–198.
- Kivikõueköha. Ilmar Laabani luule psühhoanalüüs, in: Keel ja Kirjandus 5/1993, S. 257–263.
- (gemeinsam mit Õnne Kepp) Luule. Eesti pagulaskirjandus 1944–1992. Tallinn: Eesti Teaduste Akadeemia Underi ja Tuglase Kirjanduskeskus 1994.
- Susi ehk kuidas Bernard Kangrot unes näha, in: Vikerkaar 2/1994, S. 54–59.
- Tartu tütar Soome sillal. Sissejuhatus Koidula psühhoanalüüsi, in: Vikerkaar 6/1994, S. 53–59.
- Artur Alliksaare luule pragmaatika I, in: Akadeemia 10/1995, S. 2086–2111.
- (gemeinsam mit Luule Epner (Hgg.)): Kirjandusteadus: Mõte ja ulm, rakendus ja uurimus. Tartu: Tartu Ülikooli Kirjastus 1996.
- Kõnetegude teooria. Artur Alliksaare luule pragmaatika II, in: Akadeemia 10/1998, S. 2019–2057; 11/1998, S. 2263–2298.
- Ivaskist või Malinist. Luulekeele reevolutsioon, in: Keel ja Kirjandus 3/1998, S. 202–206.
- (Hg.): Eesti ballaad: Antoloogia: XVII–XX sajand. Tallinn: Tänapäev 2003.
- (Hg.): Pragmapoeetika: Kahe konteksti teooria. Tartu: Tartu Ülikooli Kirjastus 2003 (Studia litteraria Estonica 6).
- (gemeinsam mit Anneli Saro und Epp Annus): Poeetika. Gümnaasiumiõpik. Tartu: Tartu Ülikooli Kirjastus. 2003, 2007, 2011.
- Eepos – pikem (pigem) lugulaul, in: Keel ja Kirjandus 4/2004, S. 241–250.
- Sisesiire. Ene Mihkelsoni poeetikast, in: Keel ja Kirjandus 12/2004, S. 873–881.
- (Hg.) Päevad on laused: Ene Mihkelson. Tartu: Tartu Ülikooli Kirjastus 2005.
- Viivi Luik linnulennul, in: Keel ja Kirjandus 9/2006, S. 689–713.
- (Hg.) Looming – olemise kehtestamine: Viivi Luik. Tartu: Tartu Ülikooli Kirjastus 2007 (Studia litteraria Estonica 9).
- (Hg.) Inimesepoeg valgel laeval: Uku Masing 100. Tartu: Eesti Kirjandusmuuseum, Tartu Ülikool 2010.
- Õnne tähendus: Kriitilisi emotsioone 1990–2010. Tartu: Tartu Ülikooli Kirjastus 2011 (Studia litteraria Estonica 10).
- Vokimeister: Kriitilisi konstruktsioone 1990–2011. Tartu: Tartu Ülikooli Kirjastus 2011 (Studia litteraria Estonica 11).
- (Hg.) Täiskui. Andres Ehin. Tartu: Tartu Ülikooli Kirjastus 2012 (Studia litteraria Estonica 12).
- Estonian Poetic Surrealism: Laaban and Ehin, in: interlitteraria 17 (2012), S. 167–179.
- Of Hard Joy: Half a Century of Viivi Luik’s Creations. Poetry, in: interlitteraria 18/1 (2013), S. 211–225.
- Of Hard Joy: Half a Century of Viivi Luik’s Creations. Prose, in: interlitteraria 18/2 (2013), S. 335–348.
- (Hg.) Thomas Salumets: Mõju mõnu. Tartu: Tartu Ülikooli Kirjastus 2014 (Studia litteraria Estonica 14).
- Tammsaare aga-ometi, in: Keel ja Kirjandus 5/2015, S. 297–315.
- (Hg.) Cornelius Hasselblatt: Eemalt vaadates. Veerand sajandit eesti kirjandusega. Tartu: Tartu Ülikooli Kirjastus 2015 (Studia litteraria Estonica 15).
- Kalevipoeg: Aspects of Genre and Authorship, in: Journal of Baltic Studies 46/1 (2015), S. 1–14 (doi:10.1080/01629778.2015.1027936)

### Literarisches Werk
- Merlini aare. Luulemärss 1994-1998 ('Merlins Schatz. Lyrikranzen 1994-1998'). Tartu: Ilmamaa 1998. 111 S.
- Tolmutort ('Staubtorte'). Tallinn: Tuum 2001. 87 S.
- Türann Oidipus ('Tyrann Ödipus)'. Tallinn: Verb 2009. 422 S.